# Nanosensor
Los nanosensores son cualquier punto sensorial biológico, químico, o físico usado para transportar información acerca de nanopartículas al mundo macroscópico. Aunque los seres humanos todavía no han podido sintetizar nanosensores, las predicciones para su uso principalmente incluyen varios propósitos medicinales y como entradas a construir otros nanoproductos, tales como chips de computadores que trabajen a nanoescala y los nanobots. Actualmente, hay propuestas varias maneras para hacer nanosensores, incluyendo la litografía de arriba abajo, ensamblaje de abajo arriba, y autoensamblado molecular. (Foster 2006:166)